# 쿠만어
쿠만어는 쿠만인이 사용하던 튀르크어족 킵차크어파 언어이며, 오늘날의 크림 타타르어, 카라차이발카르어 등 킵차크-쿠만 언어와 밀접한 관련이 있다. 쿠만의 서와 베네딕도회 수도사 요한네스 그라핑의 필기장 등을 비롯하여 몇몇 중세 작품에 문서화되어 있다.

## 역사

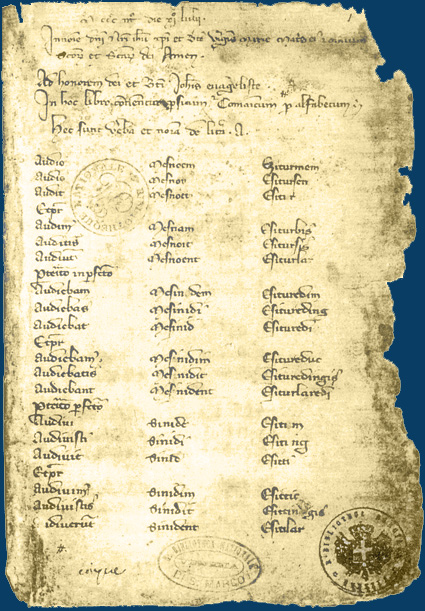
쿠만의 서

쿠만인은 킵차크 칸국이 들어서기 전에 흑해 북부와 동유럽 스텝에 살던 유목민들이었다. 쿠만인은 크림타타르인, 카라차이인과 쿠미크인을 포함한 다른 튀르크계 민족의 공통 조상이다. 오늘날 이 민족들이 사용하는 여러 킵차크-쿠만계 언어는 쿠만어와 관련이 있다.
쿠만어는 그 마지막 본거지인 헝가리의 쿤샤그 지방에서 18세기 초에 사멸되었다. 카르차그에 거주하던 버로 이슈트반(1770년 사망)이 마지막 화자로 알려져있다.

## 예문
다음은 쿠만의 서에 나와있는 주님의 기도를 공통 튀르크 로마자으로 전사한 것이다.
Atamız kim köktesiñ. Alğışlı bolsun seniñ atıñ, kelsin seniñ xanlığıñ, bolsun seniñ tilemekiñ – neçik kim kökte, alay [da] yerde. Kündeki ötmegimizni bizge bugün bergil. Dağı yazuqlarımıznı bizge boşatqıl – neçik biz boşatırbız bizge yaman etkenlerge. Dağı yekniñ sınamaqına bizni quurmağıl. Basa barça yamandan bizni qutxarğıl. Amen!

## 같이 보기
- 킵차크어